# Koh-i-Noor Hardtmuth

Werbung von L. & C. Hardtmuth (1906/07)

Franz Edler von Hardtmuth (der Jüngere)

Koh-i-Noor Hardtmuth a. s. ist ein weltweit agierender Hersteller von Schreib-, Mal- und Zeichenartikeln in České Budějovice (Budweis) in Südböhmen, Tschechien. Die Bleistiftproduktion des Unternehmens reicht bis ins 18. Jahrhundert zurück, somit ist es einer der ältesten Bleistifthersteller der Welt.

## Geschichte
1790 gründete der Österreicher Joseph Hardtmuth eine Bleistiftfabrik in Wien, nachdem es ihm gelungen war, aus Ton und Graphitpulver künstliche Bleistiftminen herzustellen. Bis zu diesem Zeitpunkt mussten Bleistiftminen aus wesentlich teureren, ganzen Graphitstücken geschnitten werden, die aus England importiert wurden. Die Erfindung von Hardtmuth war für Österreich von großer Bedeutung, da es das Land von der Einfuhr englischen Graphits unabhängig machte. In einem Majestätsgesuch vom 7. April 1812 berichtet Joseph Hardtmuth vom Export von tausenden Bleistiften ins Ausland.
Im Hardthmuthschen Verfahren gelang es darüber hinaus, durch unterschiedliche Mischungsverhältnisse Bleistifte in sechs verschiedenen Härtegraden anzubieten. 25 Jahre später stellte seine Fabrik knapp 2,5 Millionen Bleistifte pro Jahr her, was damals 15 % des Weltbedarfs entsprach.
Nach Hardtmuths Tod am 23. Mai 1816 übernahmen seine Söhne Ludwig und Carl Hardtmuth das Familienunternehmen und die Produktion wurde aus wirtschaftlichen Gründen in die böhmische Stadt Budweis verlagert. Die Fabrik wuchs, und 1869 war das Areal um das Doppelte gewachsen. Die Produkte wurden unter anderem 1855 in New York, 1856, 1900 und 1925 in Paris, 1862 in London, 1882 in Wien und 1905 in Mailand auf den Weltausstellungen ausgezeichnet.
Carl Hardtmuths Sohn Franz Hardtmut (1832–1896) baute die Stellung des Unternehmens im In- wie Ausland weiter aus, das Unternehmen L. & C. Hardtmuth wurde zu einem der größten Bleistifthersteller der Welt. Unter seiner Leitung wurde der „Koh-i-Noor Hardtmuth“-Stift entwickelt, ein Zeichenstift in 12 Gradationen, der 1889 auf der Weltausstellung in Paris vorgestellt wurde. Das erfolgreiche Produkt wurde zum Standardmaßstab für weitere Bleistifte. Jeder Bleistift kam in einer gelben Schachtel aus Zedernholz auf den Markt. Die Inspiration für den Namen war der berühmte Koh-i-Noor-Diamant (aus dem Persischen: „Berg des Lichtes“) aus Indien. L. & C. Hardtmuth wurde k.u.k. Hoflieferant.
Eine Kooperation begann 1864 mit dem Wiener Schreibwarenhändler Theodor Theyer. Hardtmuth stieg in dessen Geschäfte ein, um seine Bleistifte und andere Produkte durch diese Zusammenarbeit leichter auf dem Markt abzusetzen. Daraus entwickelte sich das Unternehmen Theyer & Hardtmuth.
Die Familie wurde mit dem Titel „Edler von Hardtmuth“ vom Kaiser geadelt. Erben nach dem Tod von Franz (* 29. Jänner 1832; † 25. Juli 1896) waren seine Witwe Mathilde, seine zwei Töchter Irma und Mathilde und sein Sohn Franz (d. J.).
Der Erste Weltkrieg und das Ende der Monarchie bedeuteten Einbußen für das Unternehmen, das sich aber mit der Zeit durch Neugründungen von Fabriken in England, den Vereinigten Staaten, Jugoslawien, Rumänien und Polen wieder erholen konnte. In Österreich bestand eine eigene Hardtmuthsche Fabrik weiter. Das Unternehmen L. & C. Hardtmuth war einer der Unterstützer der Prager Secession.
Nach dem Zweiten Weltkrieg wurde das Unternehmen durch die nun kommunistische Tschechoslowakei verstaatlicht, die österreichischen Eigentümer verloren den Besitz. Dennoch gelang es den Nachkommen von Joseph Hardtmuth, die Bleistiftfabrik in Attnang wieder in Betrieb zu nehmen und die Rechte auf den Namen zu wahren. Im Jahr 1980 erhielt das Unternehmen die Staatliche Auszeichnung und durfte das Bundeswappen Österreichs im Geschäftsverkehr verwenden. Die österreichische Koh-i-Noor Hardtmuth AG ging 1996 in Konkurs; ihre Produktion wurde teilweise von der Firma Cretacolor übernommen.
Die Produktionsstätte in der Tschechoslowakei wurde 1992 wieder privatisiert und 1994 von der Gama Group aufgekauft. Nachdem 1996 die österreichische Koh-i-Noor Hardtmuth AG in die Insolvenz gegangen war, wurde im November 2006 die Nachfolgegesellschaft Koh-i-Noor Hardtmuth Austria GmbH mit Sitz in Donnerskirchen durch den tschechischen Konzern wieder gegründet, um Koh-i-Noor als Marke erneut auf dem österreichischen Markt zu etablieren. Aufgrund der Finanzkrise ab 2007 wurde am 26. Juni 2009 über die Koh-i-Noor Hardtmuth Austria GmbH das Konkursverfahren eröffnet.
Die Koh-i-Noor Hardtmuth a.s. ist eine Tochter der Koh-i-Noor-Holding-Gruppe a.s. Außer dem Traditionssegment Bleistifte wird auch Briefpapier hergestellt und in mehr als 65 Ländern verkauft. Eine Fabrik befindet sich in Černá v Pošumaví im südlichsten Böhmen, Tschechien.
In jedem Koh-i-Noor-Bleistift wurde Ton aus Klingenberg am Main verarbeitet.

## Produkte

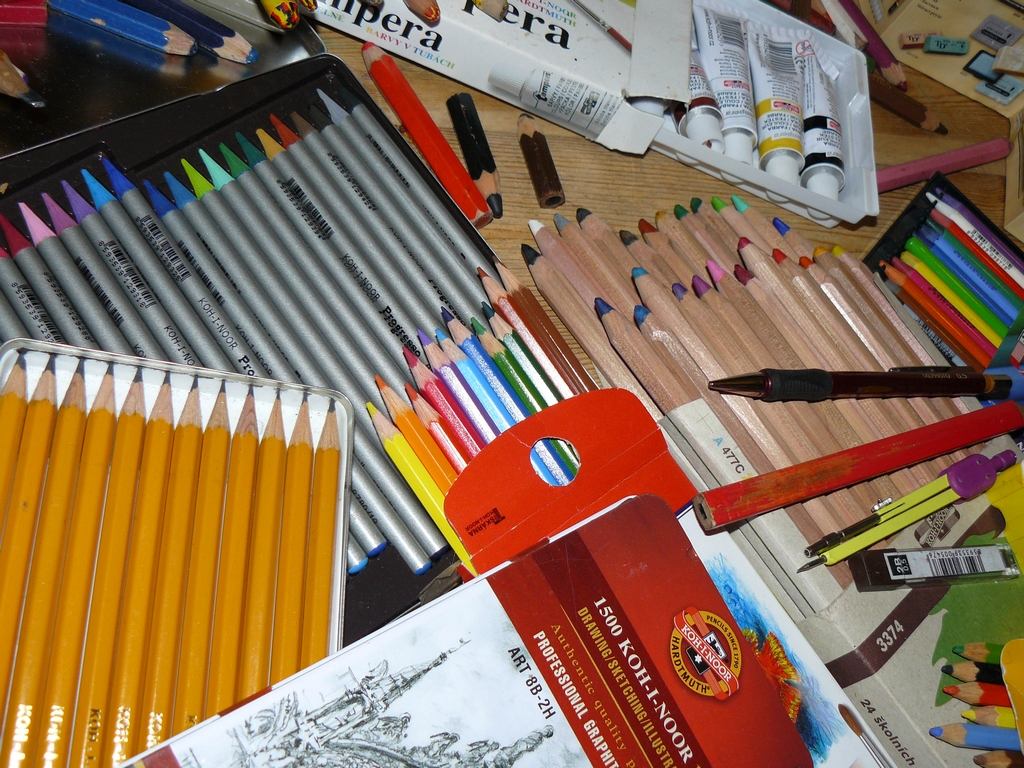
Produkte von Koh-i-Noor Hardtmuth

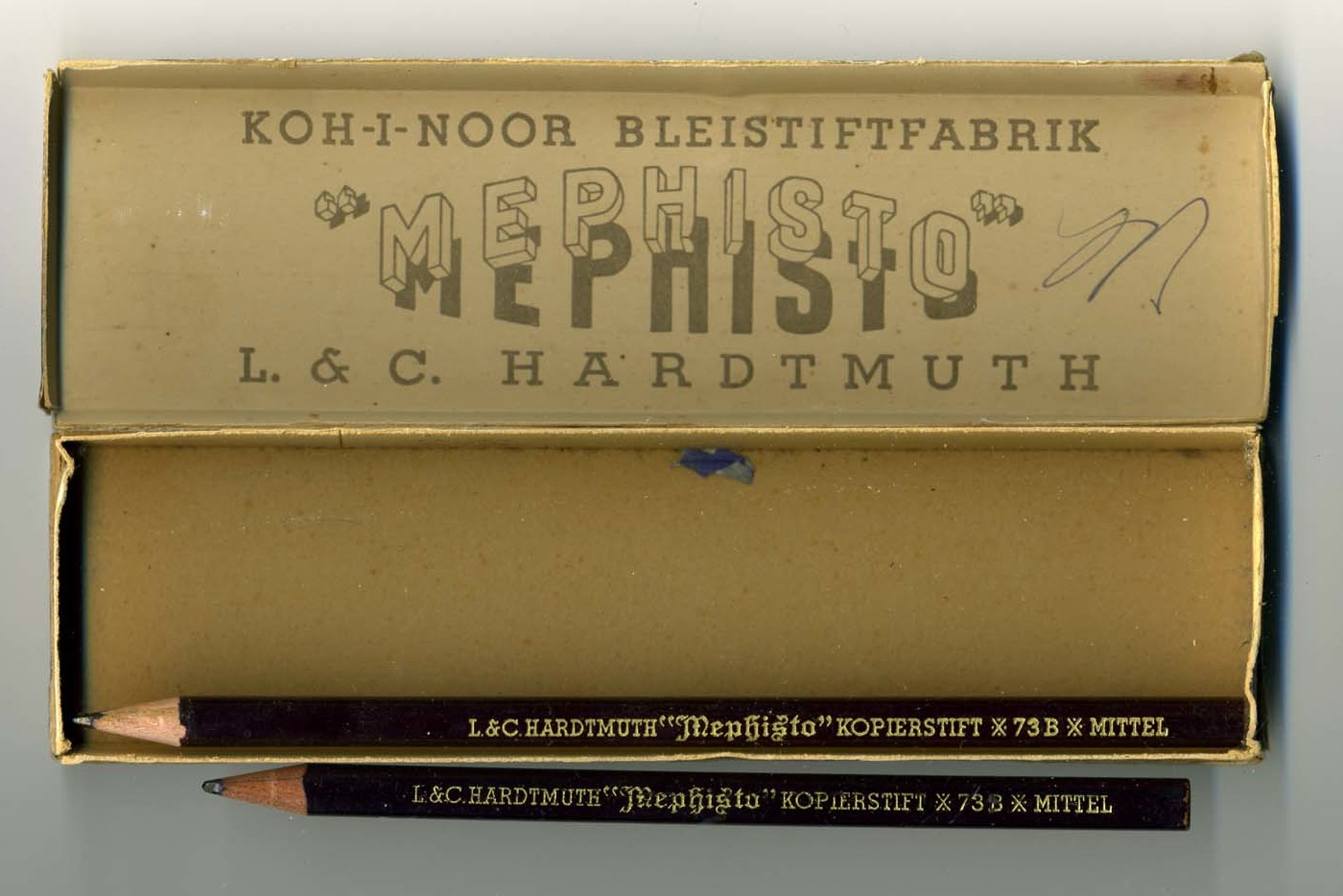
Mephisto Kopierstifte um etwa 1900
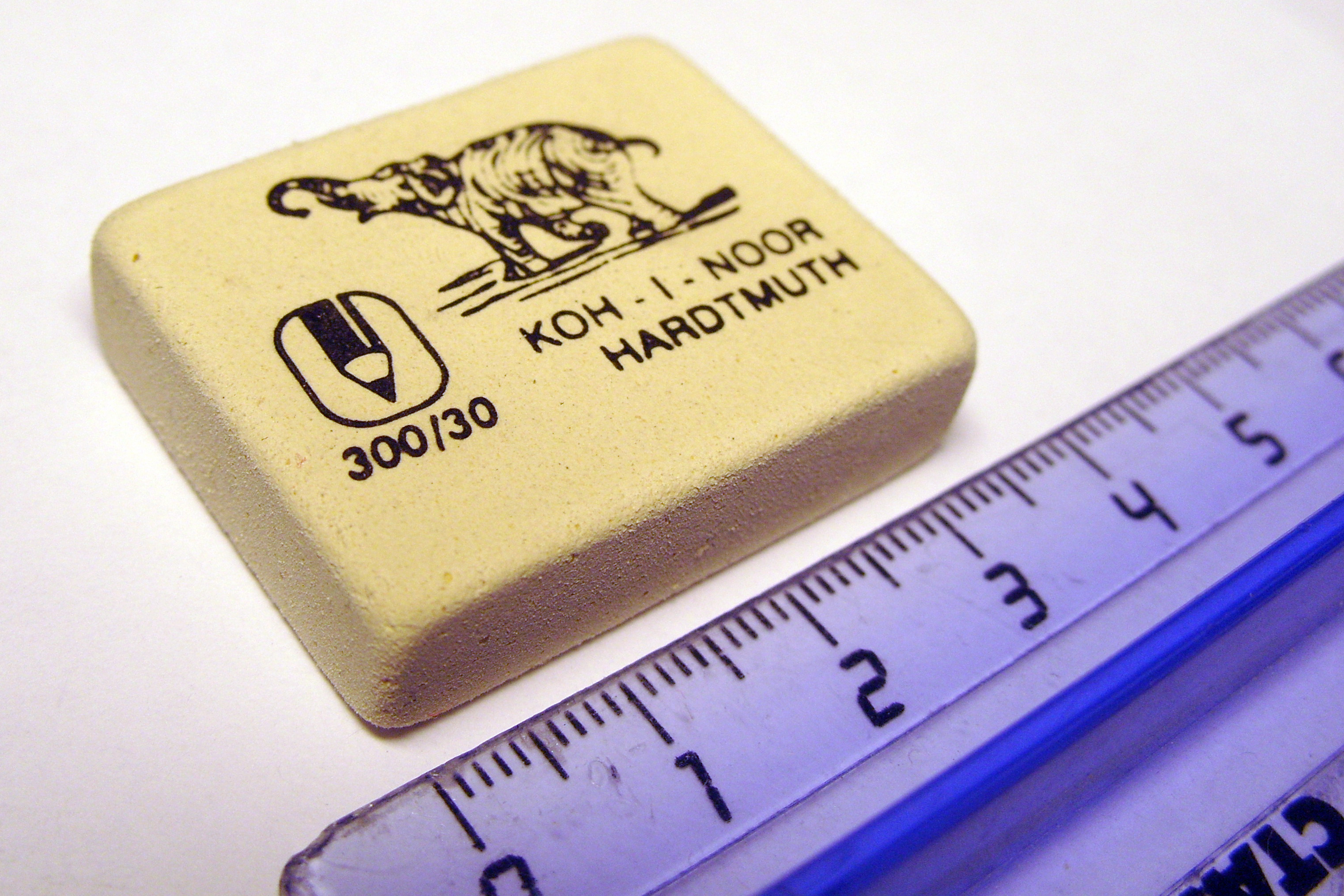
Koh-i-Noor Radiergummi
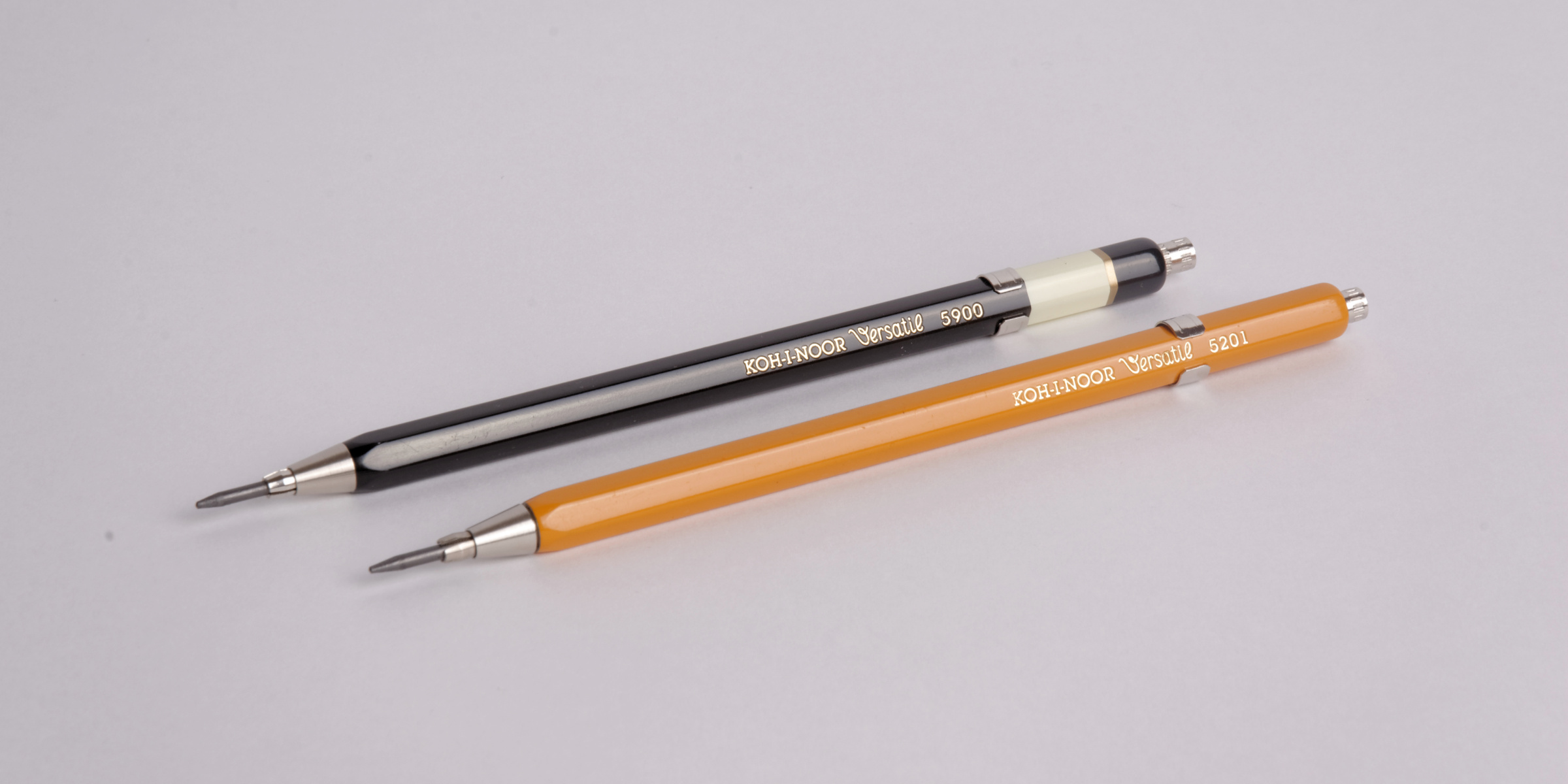
Koh-i-Noor Fallbleistift Versatil
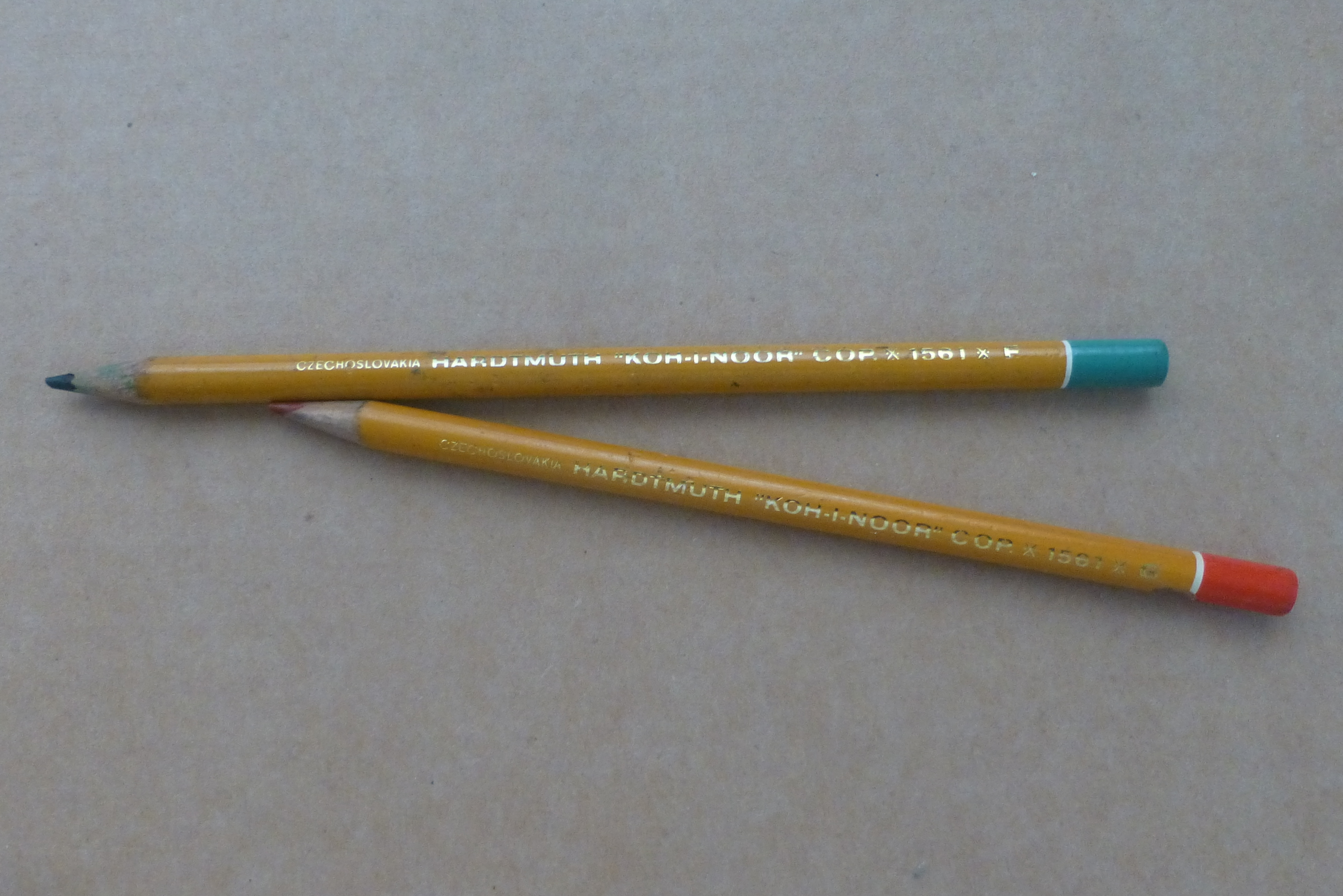
Koh-i-Noor Bleistifte
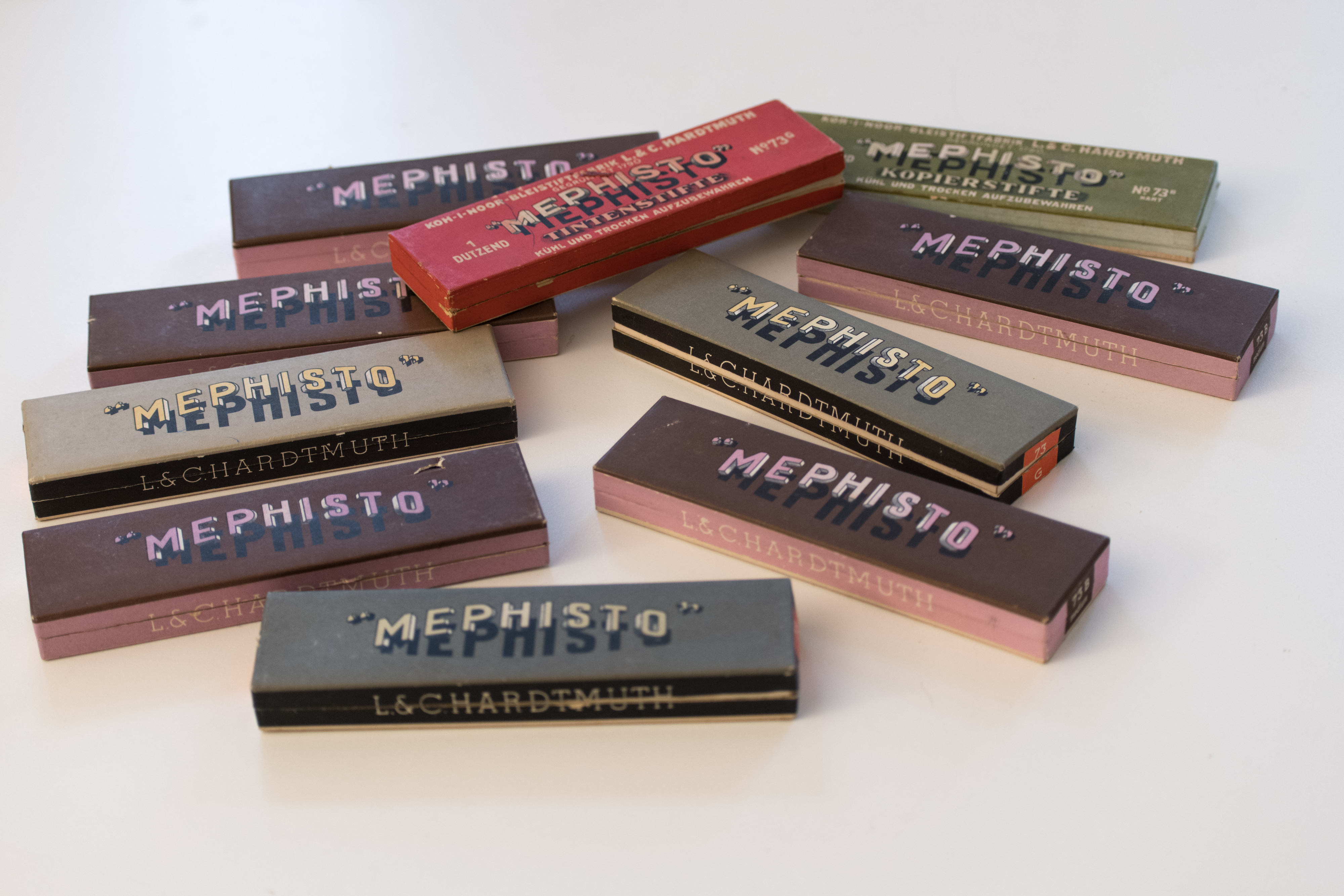
Kopierstiftschachteln Mephisto

Abgesehen vom Bleistift Koh-i-Noor werden noch weitere Produkte erzeugt: Versatil ist ein Fallbleistift, Toison d’or sind diverse Briefbögen, Progresso sind Graphit- und Pastellstifte ohne Holzmantel, Mondeluz Aquarellstifte und Gioconda ist Bedarf für Künstler. Es werden Radiergummis in verschiedenen Härtegraden hergestellt. 
Auch Druckknöpfe gehörten zum Sortiment.